# Operación Monterrico-90
La Operación Monterrico-90 fue una operación realizada por el Grupo Especial de Inteligencia del Perú (GEIN) donde se desarticuló el aparato de propaganda (agitprop) de la organización terrorista Partido Comunista del Perú-Sendero Luminoso.

## Preliminares
El 1 de junio de 1990 se dio por finalizado la Operación ISA donde se desarticuló el Departamento de Apoyo Organizativo (DAO) y el Grupo de Apoyo Partidario (GAP), aparatos centrales de Sendero Luminoso. Producto de la Operación ISA, en una casa ubicada en Monterrico que fue intervenida se encontró una libreta con los datos de importantes líderes senderistas. Por dicha razón, la siguiente operación del GEIN tomaría por nombre "Operación Monterrico-90".

## Desarrollo de la operación

### Primeras acciones
La Operación Monterrico-90 dio inicio el 3 de junio de 1990. Tras la Operación ISA se marcó un nuevo objetivo. El objetivo a seguir fue a Hugo Deodato Juárez Cruzzat, alias "Camarada Ricardo", que se estaba mudando. Después de vigilarlo, llegaron a ubicar una vivienda que funcionaba como oficina en Lince. La vigilancia a la nueva ubicación reveló a un nuevo integrante de Sendero Luminoso que apodaron como "Cholo Sotil": Luis Alberto Arana Franco, conocido dentro del partido como "Camarada Manuel". Arana, además, era administrador general de la academia preuniversitaria César Vallejo.
Con el número proporcionado por la libreta de datos incautada en la casa de Monterrico, se procedió a interceptar el teléfono del "Camarada Manuel". Tras interceptar el teléfono, descubrieron que el "Camarada Ricardo" solicitaba reunirse con el "Camarada Manuel" para obtener el "encargo". Los agentes del GEIN organizaron el seguimiento del "Camarada Ricardo", encargado del aparato de propaganda, encontrando su nueva casa en Breña. Benedicto Jiménez, jefe del GEIN, ordenó el seguimiento del "Camarada Ricardo" detectándose a dos militantes discapacitados a los que apodaron "Cojo 1" y "Cojo 2", dos integrantes de la organización terrorista que habían resultado heridos. El "Camarada Ricardo", junto a sus ayudantes, era el encargado de imprimir panfletos propagandísticos para Lima y las provincias, además de su traducción a diversos idiomas para la "Guerrilla peruana", grupos de apoyo europeos. Producto del seguimiento al "Camarada Ricardo", se detectó otra militante: la "Camarada Helga", cuyo nombre era Elena Soto Merino, una enfermera del Hospital Guillermo Almenara y presidenta de la Confederación de Enfermeras del Perú.

### La tormenta
Se coordinó con policías del grupo Delta 6 de la DINCOTE. Se dispuso que el 15 de septiembre de 1990 se diera inicio a la captura de los objetivos. La orden de "Que se desate la tormenta" fue dada, sin embargo, los objetivos a capturar habían desaparecido. Producto de los seguimientos, se supo que el "Camarada Ricardo" tenía dos parejas sentimentales: la "Camarada Juana" y la "Camarada Mariana". Esta última, cuyo nombre era Eva Gómez Infantes, era una psicóloga del Hospital de la Policía y tenía con el "Camarada Ricardo" un hijo al que habían puesto el nombre de Gonzalo, en honor al "Presidente Gonzalo" (Abimael Guzmán). Producto del seguimiento a la "Camarada Mariana" se logró la captura del "Camarada Ricardo" en Santa Anita, mientras intentaba destruir el material propagandístico que había creado. La segunda al mando del aparato de propaganda, la "Camarada Elisa", también fue capturada. Días después se capturó a "Cojo 1" y "Cojo 2". Sobre la razón de cómo se enteraron de la operación contra ellos, existían dos versiones: la primera dada por "Cojo 1" (Rafael Ciro Lora Wong) quien relató que se enteró tras haber sido detenido por la policía y que estos, al liberarlo a cambio de una coima, le advirtieron que no anduviera en malos pasos porque le estaban siguiendo. La otra versión vino tras la captura de Yovanka Pardavé Trujillo, alias "Camarada Sara", unos meses después. Al allanar su casa se encontró un informe donde se detallaba que un familiar de la "Camarada Helga" que trabajaba en la DINCOTE advirtió a los militantes senderistas de la inminente operación.

## Resultado
Se logró la desarticulación del aparato de propaganda de Sendero Luminoso y la captura del "Camarada Ricardo", quien era considerado como el sucesor de Abimael Guzmán. Se estableció un Departamento de Investigación Básica para evitar futuras filtraciones. Una vez logrado el objetivo, se procedió a una nueva operación que llevó por nombre "Operación Caballero". 